# Kolejowy Klub Sportowy Lech Poznań
Il Kolejowy Klub Sportowy Lech Poznań S.A., semplicemente noto come Lech Poznań (pronuncia ˈlɛx ˈpɔznaɲ), è una società calcistica polacca con sede nella città di Poznań. Gioca nell'Ekstraklasa, la massima divisione del campionato polacco di calcio.
Dal 1933 al 1994 i proprietari del club sono stati gli stessi delle Ferrovie dello Stato polacche (PKP). Per tale motivo il soprannome della squadra è Kolejorz, che nel dialetto locale significa Il Ferroviere. L'epoca d'oro della squadra è identificabile con i primi anni ottanta e i primi novanta. Nel 2006 il Lech si è fuso con l'Amica Wronki mantenendo sempre il nome Lech Poznań.
Con 9 campionati polacchi vinti, 5 Coppe di Polonia e 6 Supercoppe di Polonia (record) è uno dei club più titolati del paese, nonché il più popolare nella regione della Grande Polonia.

## Storia

### Gli esordi

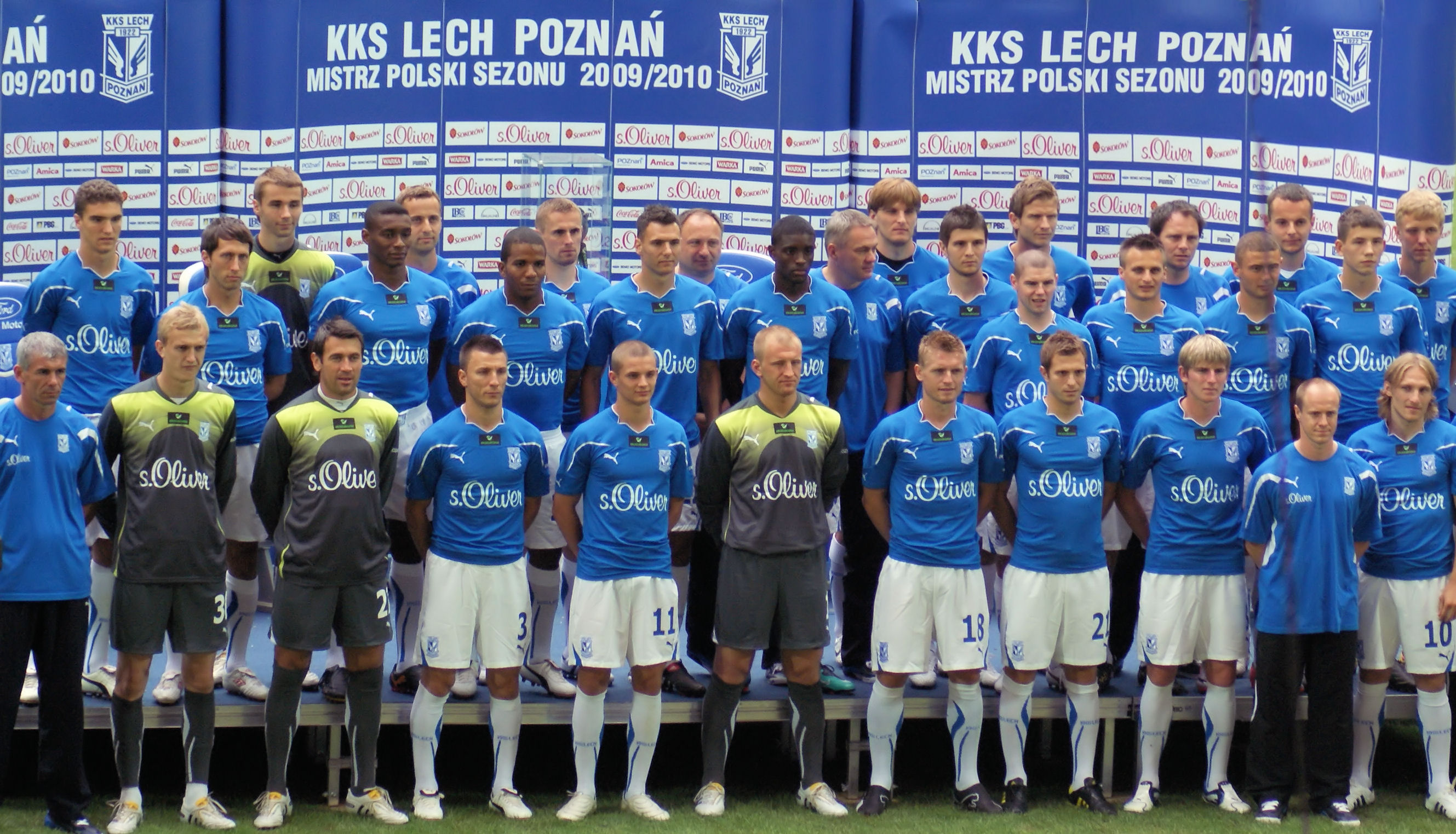
Lech Poznań 2010/11.

Legato al nome di Lech, leggendario fondatore della Polonia, viene fondato nel 1922 come Lutnia Dębiec. Il debutto del club nella prima divisione polacca risale al marzo 1948. Il Lech in quel periodo ottiene come maggior risultato il terzo posto, conquistato nel 1949, nel 1950 e nel 1952. Conclude il campionato 1957 in ultima posizione, e retrocede così in II liga. Vince la seconda divisione nel 1960, e torna così a giocare in massima serie, ma una nuova retrocessione avviene al termine della stagione 1962-1963. Il Lech passa una decina di campionati lontano dalla massima divisione, anche con due retrocessioni in III liga, seguite però da altrettante pronte risalite al secondo livello.

### Il ritorno in I Liga e l'esordio europeo

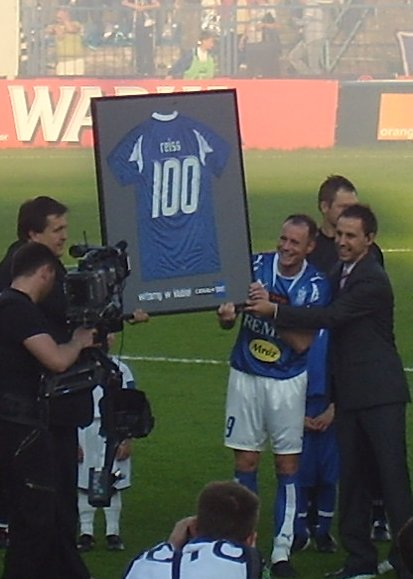
Piotr Reiss con la maglia del Lech Poznán nel 2007.

Il club torna a disputare il massimo campionato nella stagione 1972-1973, ma fino al terzo posto del campionato 1977-1978 si classifica sempre nella parte inferiore della graduatoria. Guadagna però l'accesso alla Coppa UEFA 1978-1979, ma l'esordio nelle competizioni europee non è dei più felici: il cammino della squadra nella manifestazione termina infatti al primo turno, quando la squadra è sconfitta col punteggio complessivo di 10-2 dai tedeschi occidentali del Duisburg. Il Lech torna a disputare altri campionati lontano da vertice; disputa la finale della Coppa di Polonia nel 1980, ma viene sconfitto dal Legia Varsavia. Nel 1982 il Lech vince invece la prima Coppa di Polonia, battendo in finale la Pogoń Stettino. Partecipa così alla Coppa delle Coppe 1982-1983, ma viene sconfitto negli ottavi di finale dall'Aberdeen, che poi vincerà il trofeo.

### I primi successi

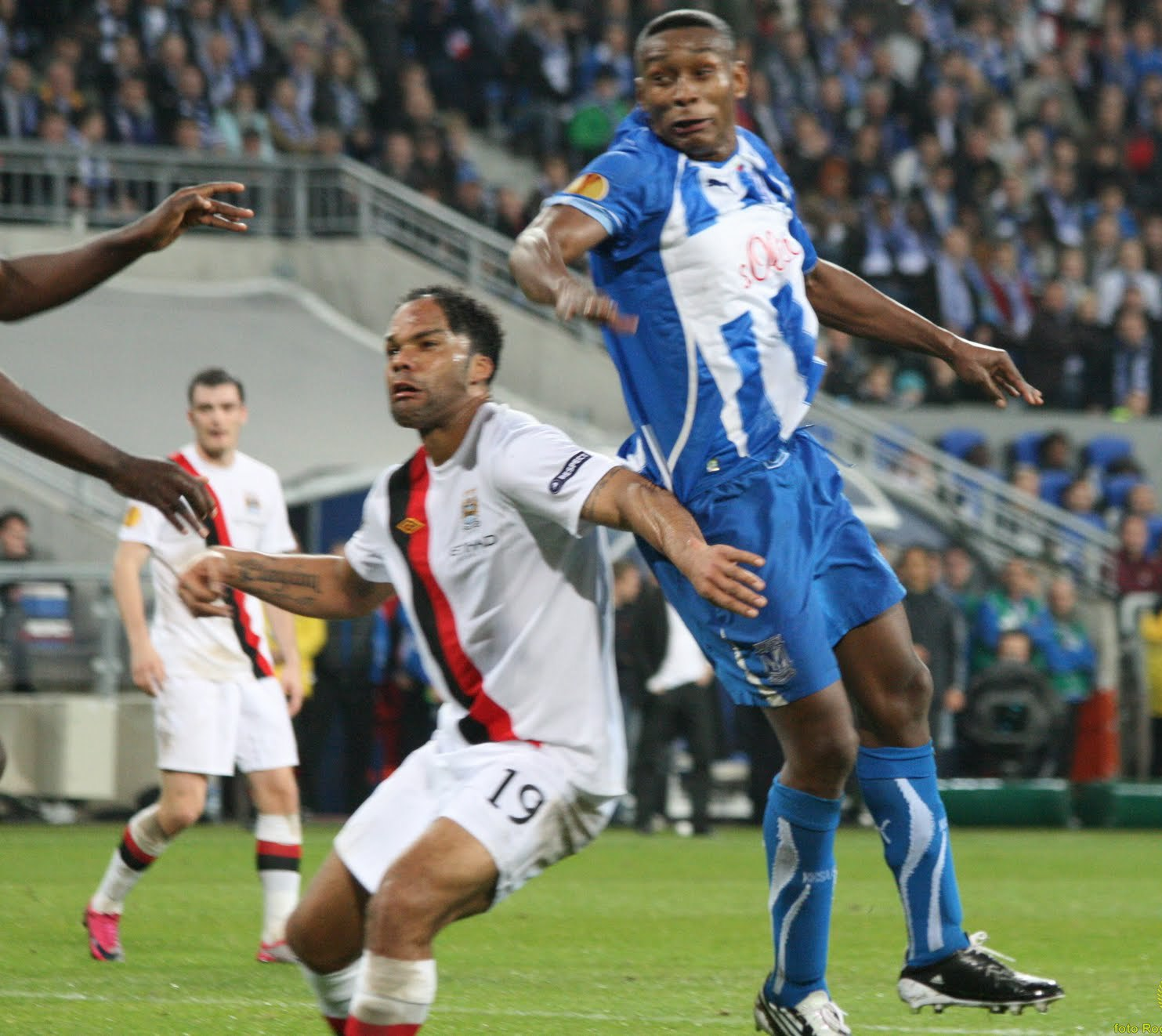
Lech 3:1 Manchester City

Finalmente, nella stagione 1982-1983 il Lech può festeggiare il primo titolo nazionale. Nella Coppa dei Campioni 1983-1984 viene sorteggiato al primo turno con l'Athletic Bilbao; il Lech vince la partita di andata 2-0 in casa, ma viene sconfitto 4-0 in Spagna, e viene così eliminato dalla competizione. In quella stagione il Lech vince il campionato per la seconda volta consecutiva, più la seconda Coppa nazionale. In questa occasione è il Liverpool ad eliminare i polacchi al primo turno della Coppa dei Campioni, vincendo entrambe le partite. Il Lech vince la terza Coppa nel 1988, e partecipa così alla Coppa delle Coppe 1988-1989; viene però eliminato al secondo turno dai futuri campioni del Barcellona, ma solo ai calci di rigore, dopo che entrambe le partite si sono concluse con l'identico punteggio di 1-1.
Il campionato 1989-1990 si conclude la conquista del terzo titolo, più la prima Supercoppa. Negli ottavi di finale della Coppa dei Campioni 1990-1991 il Lech riesce nell'impresa di battere l'Olympique Lione per 3 a 2, salvo poi piegarsi nel ritorno con un netto 6 a 1. Nella stagione successiva la squadra vince la seconda Supercoppa, mentre nel 1991-1992 il Lech conquista il suo quarto titolo polacco. Nella successiva Champions League i polacchi si fermano però nuovamente agli ottavi, ad un passo dalla fase a gironi, venendo eliminati dall'IFK Göteborg. In campionato invece il Lech si vede assegnato il titolo a tavolino: si arriva all'ultima giornata con il Legia Varsavia a pari punti con l''ŁKS Łódź. Il titolo sarebbe stato deciso grazie alla differenza reti, ma le goleade sospette delle due squadre inducono la Federazione ad assegnare il titolo al terzo classificato, proprio il Lech. Partecipa quindi alla Champions League 1993-1994, ma è nuovamente eliminato agli ottavi.

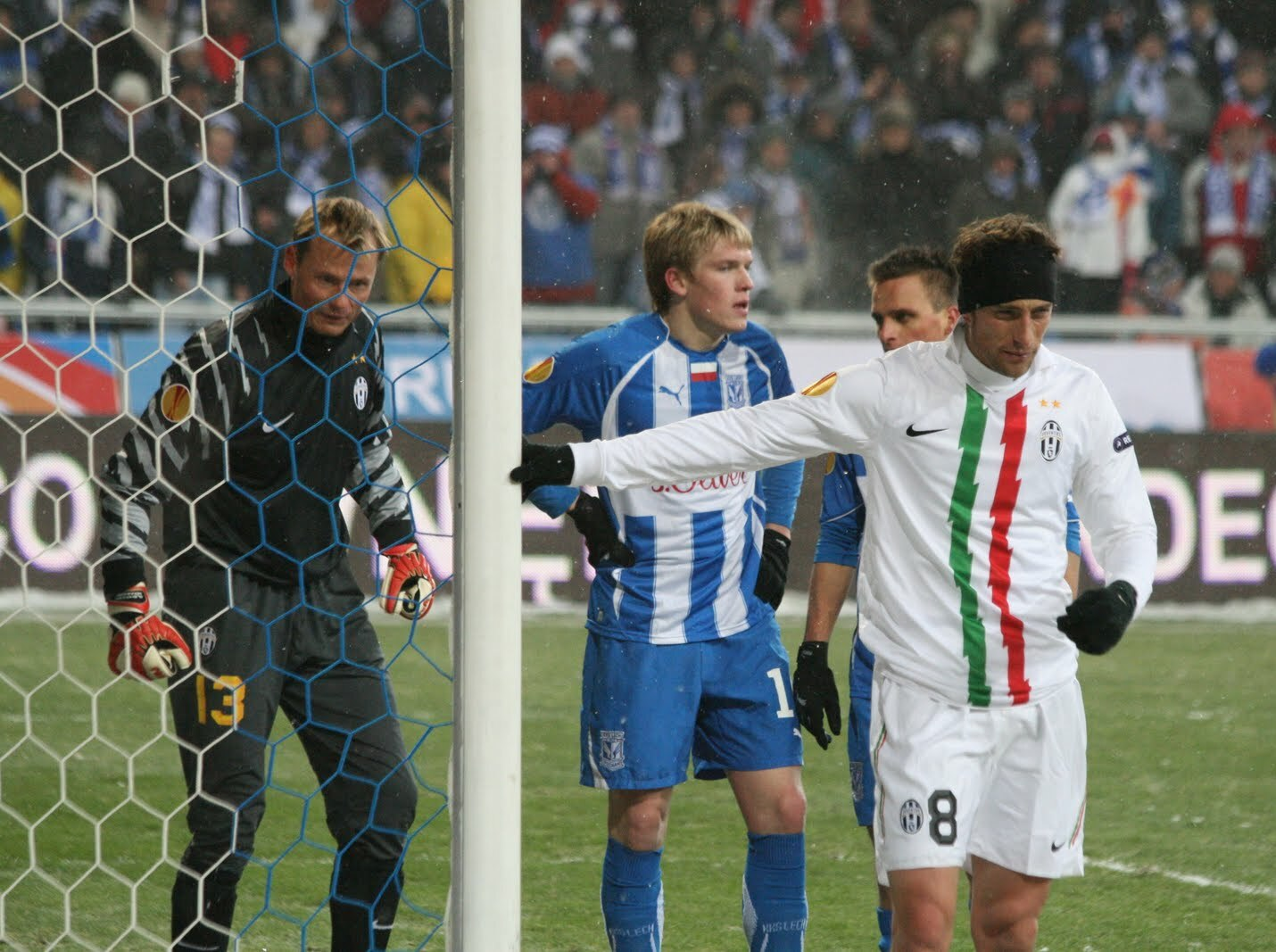
Lech 1:1 Juventus FC

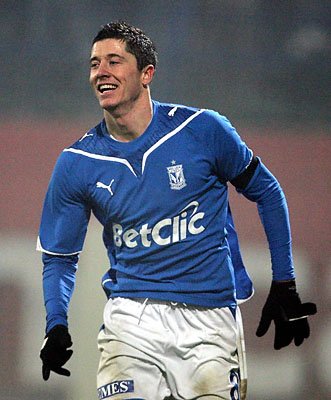
Robert Lewandowski con la maglia del Lech Poznán nel 2009.

Nella restante parte degli anni novanta il Lech non riesce a classificarsi nelle posizioni di vertice, fatta eccezione per il quarto posto del campionato 1998-1999, che dà l'accesso alla Coppa UEFA 1999-2000, conclusa comunque al primo turno. Il Lech termina la stagione 1999-2000 in ultima posizione, e retrocede quindi in Seconda Divisione. Torna nuovamente a disputare il massimo campionato nel 2002-2003, ma lo conclude poco sopra la zona retrocessione. L'anno successivo vince la quarta Coppa nazionale, seguita da un'altra Supercoppa. 

### La fusione con l'Amica Wronki e gli anni recenti
Nel 2006 il Lech si fonde con l'Amica Wronki: il nuovo club mantiene però il nome Lech Poznań. In seguito partecipa alla Coppa UEFA 2008-2009 dove, partendo dal primo turno preliminare accede alla fase a gironi; successivamente viene eliminato nei sedicesimi di finale dall'Udinese. In quella stagione vince sia la Coppa che la Supercoppa.
Il Lech torna a vincere il campionato nel 2009-2010, ma nella Champions League 2010-2011 viene eliminato al terzo turno preliminare dallo Sparta Praga. Partecipa quindi all'Europa League, e si qualifica nuovamente per la fase a gironi. Qui è sorteggiato insieme al Manchester City, alla Juventus e al Salisburgo. Passa il turno a pari punti con gli inglesi, ma viene nuovamente eliminato nei sedicesimi, in quest'occasione dal Braga, che poi sarà finalista.
Nella stagione 2014-2015 vince il suo settimo campionato e la quinta super coppa polacca con il tecnico Maciej Skorża.
Nella stagione 2018-2019, la dirigenza del Lech affida la panchina all'ex capitano Ivan Djurdjevic, da qualche stagione alla guida della seconda squadra. Viene eliminato al terzo turno preliminare di Europa League per mano del Genk, mentre in campionato la squadra ha un andamento altalenante che porta all'esonero del tecnico. Al suo posto viene chiamato l'ex ct della nazionale Adam Nawałka. Neanche con lui tuttavia arriva il cambiamento sperato, e arriva così il secondo esonero che vede la promozione in prima squadra di Dariusz Zuraw. Con il tecnico originario di Wieluń la squadra gioca la seconda fase del campionato, piazzandosi all'ottavo posto.

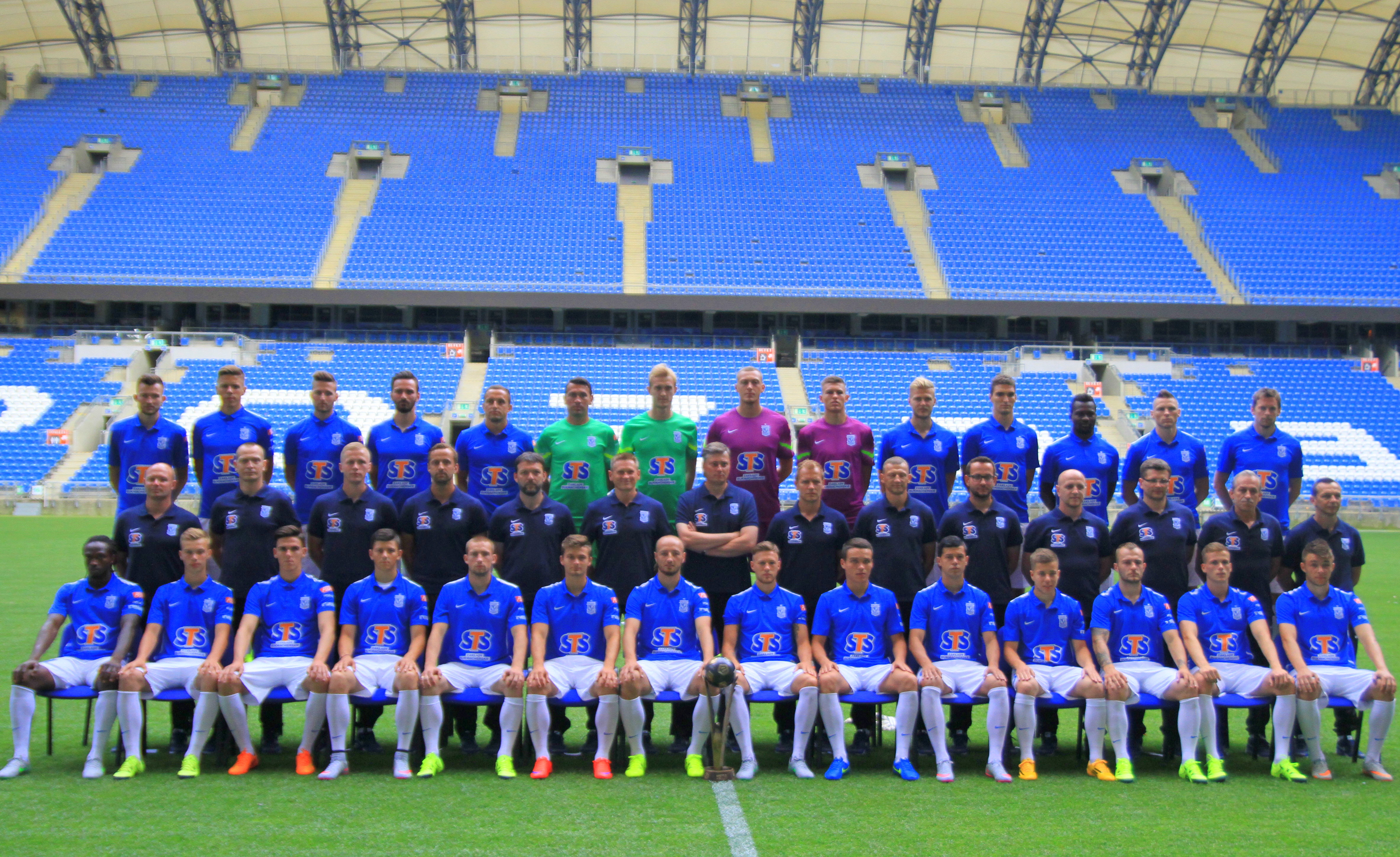
Lech Poznań 2016.

Nella stagione 2019-2020, il Lech decide di effettuare un'intera rivoluzione, cedendo vari senatori fra cui il portiere Jasmin Burić e i centrocampisti Maciej Gajos e Łukasz Trałka, e riaccogliendo dai prestiti vari giovani come Tymoteusz Puchacz e Jakub Moder. In panchina viene confermato Zuraw, e la squadra viene rinforzata con lo slovacco Ľubomír Šatka, il serbo Djordje Crnomarkovic e il croato Karlo Muhar. L'inizio di campionato è altalenante, tanto da chiudere il girone di andata al nono posto. A gennaio il capitano dei kolejorz, Darko Jevtić, viene ceduto al Rubin Kazan e sostituito con lo spagnolo Dani Ramírez, militante nell'LKS Lodz. La squadra trova la sua quadratura grazie ad un 4-2-3-1 molto offensivo e alla valorizzazione dei giovani del suo settore giovanile, risalendo la classifica fino a terminare il campionato in quinta posizione, a meno quattro punti dalla seconda in classifica, i campioni in carica del Piast Gliwice. Il 15 luglio, grazie alla vittoria in trasferta contro il Cracovia Krakow, i ‘’kolejorz’’ si qualificano aritmeticamente ai preliminari di Europa League, e quattro giorni più tardi blindano il secondo posto, tornando sul podio dopo un anno di assenza.
Nel 2020-2021 il Lech riconferma gran parte della squadra, cedendo però i due giovani Robert Gumny e Kamil Jóźwiak e il suo attaccante più prolifico, Christian Gytkjær al Monza. In cambio arriva lo svedese Mikael Ishak. La stagione, a causa della Pandemia da COVID-19, subisce alcune modifiche, con l'esordio in Puchar Polski a metà agosto e i preliminari di Europa League che si disputano in gara unica. L'inizio in Europa è promettente, con due vittorie per 3-0 contro i lettoni del Valmiera e gli svedesi dell'Hammarby. In campionato da segnalare il ritorno della stracittadina contro il Warta Poznań, la cui andata si disputa il 20 settembre e vede la vittoria dei kolejorz con gol di Jakub Moder al 91' su calcio di rigore. Nel frattempo, anche il cammino europeo continua a regalare gioie ai Kolejorz, che eliminano prima l’Apollōn Limassol e poi il Charleroi, tornando, a distanza di cinque anni, a disputare i gironi di UEFA Europa League. Nella fase a gruppi il Lech pesca il Benfica, i Rangers e lo Standard Liegi, ma l'avventura si rivela abbastanza deludente in quanto i kolejorz si piazzano all'ultimo posto. Nemmeno in campionato le cose vanno meglio, per questa ragione a sette giornate dalla fine, con il Lech fermo a metà classifica, la dirigenza decide di richiamare sulla panchina del Lech Maciej Skorża, che già aveva guidato i kolejorz nel 2014-2015. Neanche l'avvento dell'ex tecnico riesce a dare la carica prevista, e il Lech rimane escluso dalla parte sinistra della classifica, come non accadeva dal 2003, quando il campionato polacco non aveva ancora la denominazione di Ekstraklasa.
Comunque sia nella stagione 2021-2022 pur perdendo la finale di Coppa di Polonia contro il Robotniczy per 1-3, riesce comunque a vincere di nuovo il campionato dopo sette anni di digiuno.
Grazie al successo in campionato a accede al primo turno della UEFA Champions League 2022-2023 e viene sorteggiata con gli azeri del Qarabag. All'andata vince 1-0 e al ritorno dopo un solo minuto va a segno; gli avversari però rimontano con ben 5 gol e i polacchi vengono eliminati dalla competizione con un punteggio complessivo di 2-5. Retrocessi in Conference League, il Lech riesce ad accedere agli spareggi battendo all'ultima giornata il Villareal 3-0 in Polonia.

## Cambiamenti del nome
- 1922 : Lutnia Dębiec

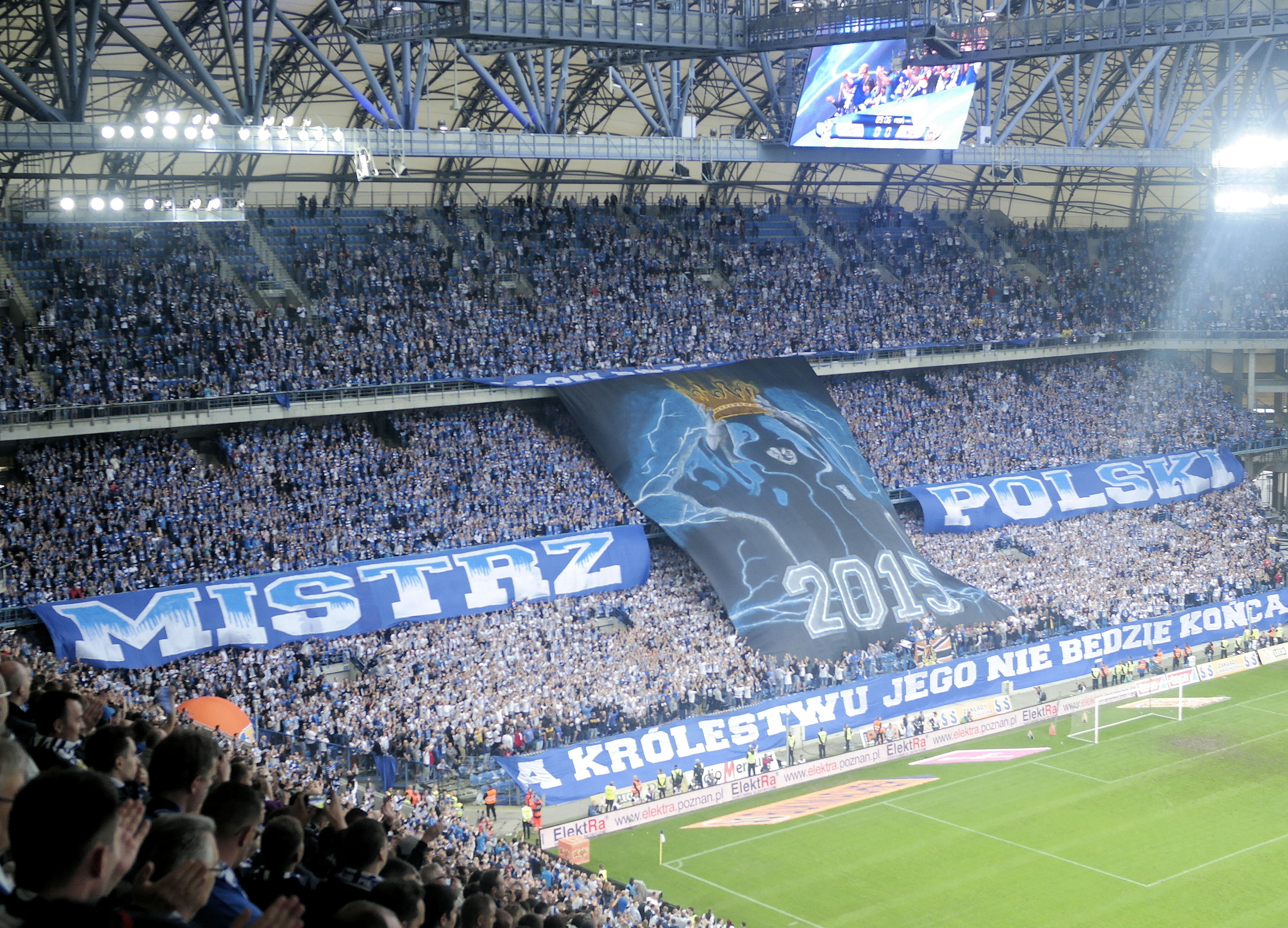
Ultras

- 1922 : Towarzystwo Sportowe Liga Dębiec
- 1925 : Towarzystwo Sportowe Liga Poznań
- 1930 : Klub Sportowy Kolejowego Przysposobienia Wojskowego Poznań Dworzec
- 1933 :  Klub Sportowy Kolejowego Przysposobienia Wojskowego Poznań
- 1945 : Kolejowy Klub Sportowy Poznań
- 1948 : Klub Sportowy Związku Zawodowego Kolejarzy Poznań
- 1949 : Zrzeszenie Sportowe Kolejarz Poznań
- 1957 : Klub Sportowy Lech Poznań
- 1957 : Kolejowy Klub Sportowy Lech Poznań
- 1994 : Poznański Klub Piłkarski Lech Poznań
- 1998 : Wielkopolski Klub Piłkarski Lech Poznań
- 2006 : KKS Lech Poznań

## Palmarès

### Competizioni nazionali

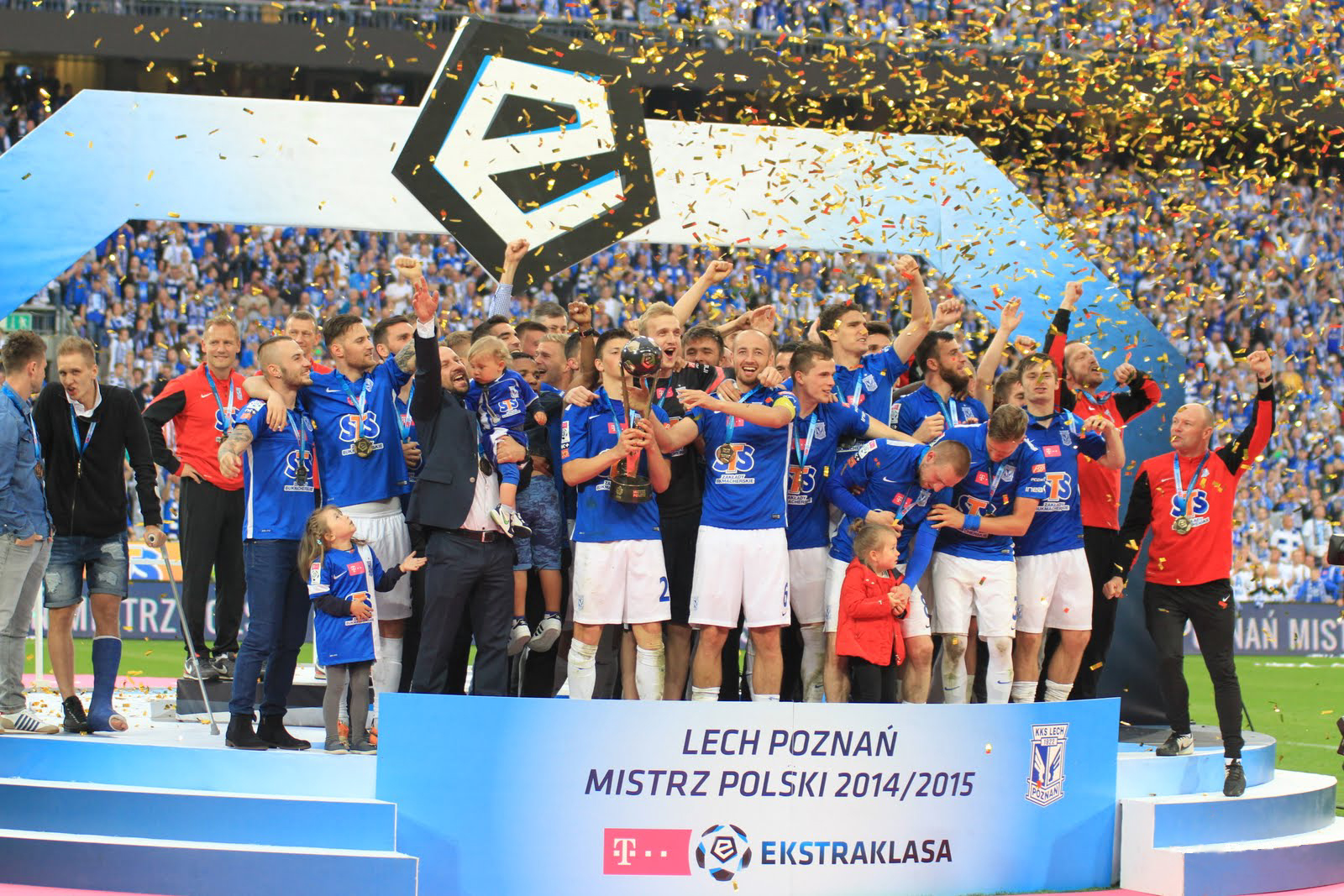
Campionato polacco di calcio - 2014-2015

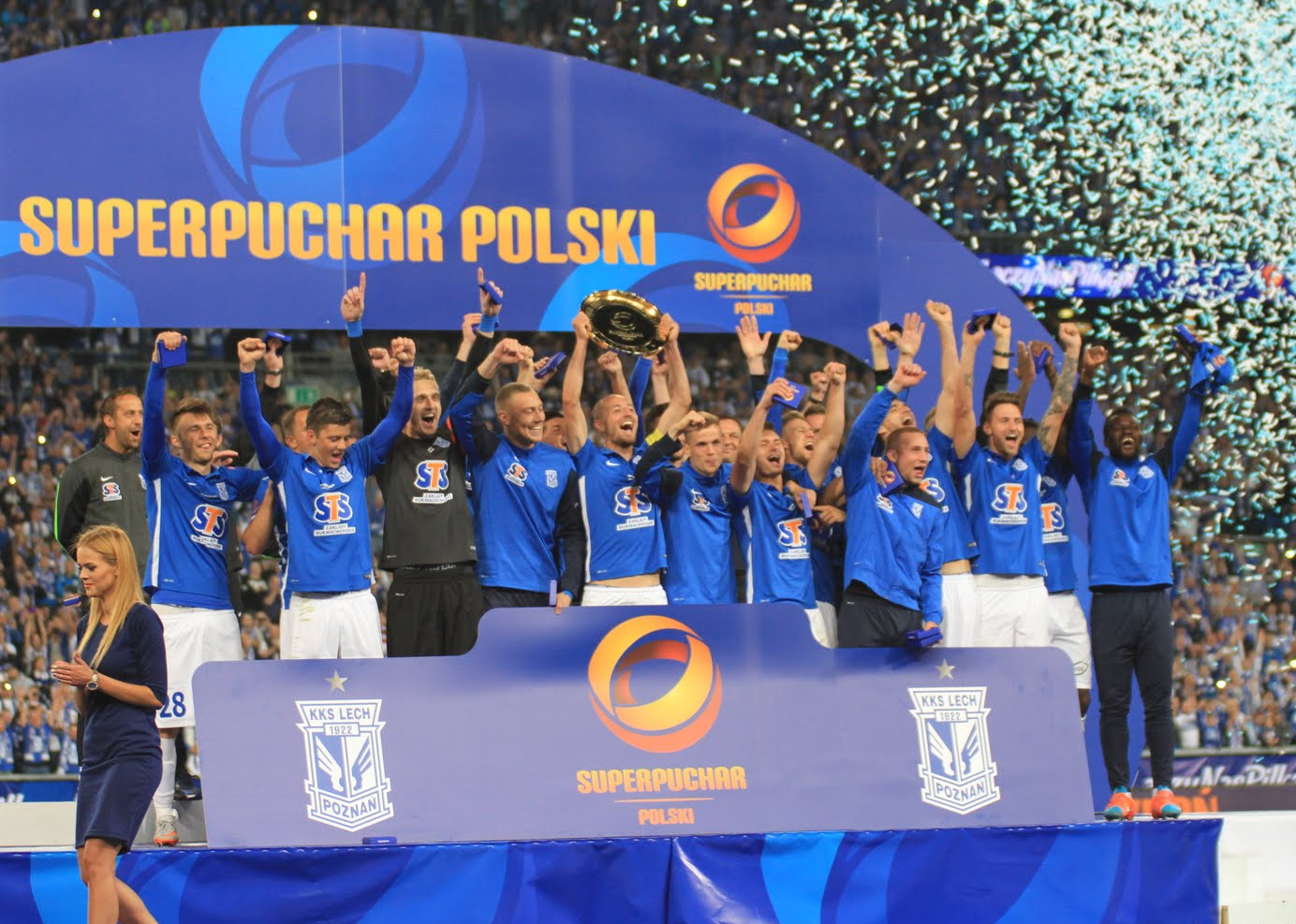
Supercoppa di Polonia - 2015

- Campionato polacco: 9

1982-1983, 1983-1984, 1989-1990, 1991-1992, 1992-1993, 2009-2010, 2014-2015, 2021-2022, 2024-2025
- Coppa di Polonia: 5

1981-1982, 1983-1984, 1987-1988, 2003-2004, 2008-2009
- Supercoppa di Polonia: 6  (record)

1990, 1992, 2004, 2009, 2015, 2016
- Campionato polacco di seconda divisione: 2

1960, 2001-2002

### Competizioni internazionali
- Coppa Piano Karl Rappan: 2

1986, 1990

### Altri piazzamenti
- Campionato polacco:

Secondo posto: 2012-2013, 2013-2014, 2019-2020
Terzo posto: 1949, 1950, 1952, 1977-1978, 2008-2009, 2016-2017, 2017-2018, 2022-2023
- Coppa di Polonia:

Finalista: 1979-1980, 2010-2011, 2014-2015, 2015-2016, 2016-2017, 2021-2022
Semifinalista: 1967-1968, 1977-1978, 1981-1982, 1982-1983, 1994-1995, 2005-2006, 2019-2020
- Supercoppa di Polonia:

Finalista: 1983, 1988, 2010, 2022

## Organico

### Rosa 2025-2026
Aggiornata al 22 luglio 2025.
| N. |                       | Ruolo | Calciatore              |
| -- | --------------------- | ----- | ----------------------- |
| 2  | Portogallo (bandiera) | D     | Joel Vieira Pereira     |
| 3  | Svezia (bandiera)     | D     | Alex Douglas            |
| 4  | Portogallo (bandiera) | D     | João Moutinho           |
| 5  | Svezia (bandiera)     | D     | Elias Andersson         |
| 6  | Kenya (bandiera)      | C     | Timothy Ouma            |
| 7  | Portogallo (bandiera) | C     | Afonso Sousa            |
| 8  | Iran (bandiera)       | A     | Ali Gholizadeh          |
| 9  | Svezia (bandiera)     | A     | Mikael Ishak (capitano) |
| 10 | Svezia (bandiera)     | A     | Patrik Wålemark         |
| 11 | Finlandia (bandiera)  | A     | Daniel Håkans           |
| 14 | Svezia (bandiera)     | A     | Leo Bengtsson           |
| 15 | Polonia (bandiera)    | D     | Michał Gurgul           |
| 16 | Croazia (bandiera)    | D     | Antonio Milić           |
| 17 | Polonia (bandiera)    | A     | Filip Szymczak          |
| 18 | Polonia (bandiera)    | D     | Bartosz Salamon         |
| 19 | Norvegia (bandiera)   | A     | Bryan Fiabema           |

| N. |                     | Ruolo | Calciatore           |
| -- | ------------------- | ----- | -------------------- |
| 20 | Polonia (bandiera)  | D     | Robert Gumny         |
| 21 | Polonia (bandiera)  | C     | Bartłomiej Barański  |
| 22 | Polonia (bandiera)  | C     | Radosław Murawski    |
| 23 | Islanda (bandiera)  | C     | Gísli Þórðarson      |
| 24 | Polonia (bandiera)  | C     | Filip Jagiełło       |
| 27 | Polonia (bandiera)  | D     | Wojciech Mońka       |
| 31 | Polonia (bandiera)  | P     | Krzysztof Bąkowski   |
| 33 | Polonia (bandiera)  | P     | Mateusz Pruchniewski |
| 41 | Polonia (bandiera)  | P     | Bartosz Mrozek       |
| 43 | Polonia (bandiera)  | C     | Antoni Kozubal       |
| 44 | Polonia (bandiera)  | C     | Tymoteusz Gmur       |
| 53 | Polonia (bandiera)  | C     | Sammy Dudek          |
| 56 | Polonia (bandiera)  | A     | Kornel Lisman        |
| 72 | Polonia (bandiera)  | D     | Mateusz Skrzypczak   |
| 77 | Honduras (bandiera) | A     | Luis Palma           |
| 99 | Spagna (bandiera)   | A     | Pablo Rodríguez      |

### Staff tecnico
- Mariusz Rumak – Allenatore
- Rafał Janas – Vice Allenatore
- Maciej Kędziorek – Collaboratore tecnico
- Dariusz Dudka - Collaboratore tecnico
- Wojciech Makowski - Collaboratore tecnico
- Hubert Barański - Collaboratore tecnico
- Karol Kikut - Preparatore atletico
- Antonin Čepek - Preparatore atletico
- Maciej Palczewski - Preparatore dei portieri

Area sanitaria
- Krzysztof Pawlaczyk - Medico sociale
- Paweł Cybulski - Medico sociale
- Andrzej Pyda - Medico sociale
- Damian Bartkiewicz - Medico sociale
- Maciej Łopatka - Fisioterapista
- Marcin Lis - Fisioterapista
- Maciej Smuniewski - Fisioterapista
- Paweł Tota - Fisioterapista
- Patryk Wiśniewski - Fisioterapista

Altri
- Mariusz Skrzypczak - Team Manager
- Sławomir Mizgalski - Magazziniere
- Artur Dzierzbicki - Cuoco

## Squadra riserve
Il Lech Poznan, come molte altre formazioni polacche, possiede una squadra riserve, che attualmente milita in II Liga, terzo livello del calcio polacco. A causa delle regole della federazione, tuttavia, questo è il massimo livello consentito per le formazioni composte da riserve. La squadra è composta prevalentemente da giovani calciatori provenienti dalla formazione Under-19 e calciatori che non trovano spazio in prima squadra, ma vi hanno fatto parte anche calciatori esperti, spesso ex della prima squadra, come Dariusz Dudka, Grzegorz Wojtkowiak e Artur Marciniak.